# Alaa Wardi
Alaa Wardi (in arabo علاء وردي‎?, ʿAlāʾ Wardī; Riyad, 13 gennaio 1987) è un musicista saudita di origini iraniane.

## Biografia
Alaa Wardi è nato e cresciuto a Riad in Arabia Saudita, ha studiato musica e ingegneria del suono ad Amman in Giordania.

La sua musica offre un canto a cappella, di solito con l'accompagnamento ritmico umano compreso il beatboxing.

È diventato famoso a livello internazionale per le sue cover di Hindi Bollywood, quali Pehla Nasha e Jiya Re.
Nel 2011 ha formato una band chiamata Hayajan con altri quattro musicisti giordani (Uday Shawagfeh, Mohammed Idrei, Amjad Shahruh e Hakam Abu Su'ud). Il loro album di debutto, in lingua araba, è stato Ya bay.
Nel 2013 ha prodotto, in inglese, il video musicale No Woman, No Drive con la collaborazione dei comici Hisham Fageeh e Fahad Albutairi, commentando satiricamente il divieto saudita imposto alle donne di non guidare le automobili.